# Diogo Silvestre Bittencourt
Diogo Silvestre Bittencourt (Paranavaí, 30 dicembre 1989) è un ex calciatore brasiliano, di ruolo difensore.